# Embaixada do Brasil na Cidade do Panamá
A Embaixada do Brasil na Cidade do Panamá é a missão diplomática brasileira do Panamá. A missão diplomática se encontra no endereço, Calle Elvira Mendez 24 Ed. "El Dorado" - Zona Bancária, Cidade do Panamá, Panamá.